# 布萊克達克 (明尼蘇達州)
布萊克達克（英語：Blackduck）是一個位於美國明尼蘇達州貝爾特拉米縣的城市。

## 人口
根據2020年美國人口普查的數據，布萊克達克的面積為4.13平方千米，當中陸地面積為4.02平方千米，而水域面積為0.10平方千米。當地共有人口845人，而人口密度為每平方千米205人。